# محاصره ادو
محاصره ادو (انگلیسی: Siege of Edo) یا نبرد تاکاناواهارا (به ژاپنی: 高輪原の戦い Battle of Takanawahara)، نبردی در سال ۱۴۲۴ میلادی بود که در آن قلعه ادو توسط خاندان هوجوی اخیر، به رهبری هوجو اوجی‌تسونا، محاصره شد. در آن زمان این قلعه توسط اوئه‌سوگی توموئوکی نگهداری می‌شد. کلان‌شهر توکیو در آن زمان یک دهکده ماهیگیری کم و بیش بی‌اهمیت در منطقه کانتو بود.
اوئه‌سوگی توموئوکی ارباب قلعه که مشتاق دفع مهاجمان بود، جنگجویان خود را به بیرون از قلعه هدایت کرد تا در گذرگاه رودخانه با خاندان هوجو روبرو شود، اما هوجو اوجی‌تسونا افراد خود را به دور نیروهای اوئه‌سوگی هدایت کرد و به سمت قلعه خود، توموئوکی، حمله کرد. توموئوکی متوجه شد که فرمانده پادگان او، اوتا سوکه‌تاکا  به او خیانت کرده و دروازه‌ها را به روی هوجو باز کرده است. نبرد به خاندان هوجوی اخیر پایگاهی برای پیشروی به سمت ولایت موساشی داد.
این نبرد آغاز یک مبارزه هفده ساله بین خاندان هوجوی اخیر و خاندان اوئه‌سوگی برای تسلط بر منطقه کانتو بود.